# James Lindsay, XXVI conte di Crawford
James Ludovic Lindsay, XXVI conte di Crawford (Saint-Germain-en-Laye, 28 luglio 1847 – Londra, 31 gennaio 1913), è stato un politico scozzese.

## Biografia
Era il figlio di Alexander Lindsay, XXV conte di Crawford, e di sua moglie, Margaret Lindsay. A causa dei suoi problemi di asma, trascorse lunghi periodi nelle località di mare. Studiò a Eton College e al Trinity College.
Era appassionato di astronomia fin dalla tenera età. Insieme a suo padre, si è costruito un osservatorio privato a Dun Echt, nell'Aberdeenshire. Ha assunto David Gill per dotare l'osservatorio, utilizzando la migliore tecnologia disponibile. Tra i suoi successi, Gill, fece la prima fotografia della Grande Cometa del 1882.

## Carriera
Raggiunse il grado di tenente al servizio dei Granatieri. Fu deputato Tory per il collegio di Wigan (1874-1880) e ricoprì la carica di Presidente della Royal Astronomical Society (1878-1880).

## Matrimonio
Sposò, il 22 luglio 1869, Emily Bootle-Wilbraham, figlia del colonnello Edward Bootle-Wilbraham e di Emily Ramsbottom. Ebbero sette figli:
- Lady Evelyn Margaret Lindsay (8 maggio 1870-3 aprile 1944), sposò James Francis Mason, non ebbero figli;
- David Lindsay, XXVII conte di Crawford (10 ottobre 1871-8 marzo 1940);
- Lord Walter Patrick Lindsay (13 febbraio 1873-2 luglio 1936), sposò Ruth Henderson, ebbero due figli;
- Lord Robert Hamilton Lindsay (30 marzo 1874-8 dicembre 1911), sposò Janet Mary Clarke, ebbero tre figli;
- Lord Edward Reginald Lindsay (15 marzo 1876-17 giugno 1951);
- Lord Ronald Charles Lindsay (3 maggio 1877-21 agosto 1945), sposò in prime nozze Martha Cameron, sposò in seconde nozze Elizabeth Sherman Hoyt;
- Lord Lionel Lindsay (20 luglio 1879-18 agosto 1965), sposò Kathleen Kennedy, ebbero un figlio.

## Morte
Morì il 31 gennaio 1913, all'età di 65 anni a Londra. Fu sepolto il 4 febbraio 1913 a Balcarres, Fife, in Scozia.

## Ascendenza
|                                                                       |                    |                                                 | Genitori                             |  |  | Nonni |  |  | Bisnonni                                                              |  |  | Trisnonni                               |  |
|                                                                       |                    |                                                 |                                      |  |  |       |  |  | 8. Alexander Lindsay, XXIII conte di Crawford e VI conte di Balcarres |  |  | 16. James Lindsay, V conte di Balcarres |  |
|                                                                       |                    |                                                 |                                      |  |  |       |  |  | 8. Alexander Lindsay, XXIII conte di Crawford e VI conte di Balcarres |  |  | 16. James Lindsay, V conte di Balcarres |  |
|                                                                       |                    | 17. Anne Dalrymple                              |                                      |  |  |       |  |  | 8. Alexander Lindsay, XXIII conte di Crawford e VI conte di Balcarres |  |  |                                         |  |
| 4. James Lindsay, XXIV conte di Crawford e VII conte di Balcarres     |                    |                                                 |                                      |  |  |       |  |  | 8. Alexander Lindsay, XXIII conte di Crawford e VI conte di Balcarres |  |  |                                         |  |
|                                                                       |                    | 9. Elizabeth Dalrymple                          | 18. Charles Dalrymple                |  |  |       |  |  |                                                                       |  |  |                                         |  |
|                                                                       |                    | 9. Elizabeth Dalrymple                          | 18. Charles Dalrymple                |  |  |       |  |  |                                                                       |  |  |                                         |  |
|                                                                       |                    | 9. Elizabeth Dalrymple                          | 19. Elizabeth Edwin                  |  |  |       |  |  |                                                                       |  |  |                                         |  |
| 2. Alexander Lindsay, XXV conte di Crawford e VIII conte di Balcarres |                    | 9. Elizabeth Dalrymple                          |                                      |  |  |       |  |  |                                                                       |  |  |                                         |  |
|                                                                       |                    | 10. John Pennington, I barone Muncaster         | 20. Joseph Pennington, IV baronetto  |  |  |       |  |  |                                                                       |  |  |                                         |  |
|                                                                       |                    | 10. John Pennington, I barone Muncaster         | 20. Joseph Pennington, IV baronetto  |  |  |       |  |  |                                                                       |  |  |                                         |  |
|                                                                       |                    | 10. John Pennington, I barone Muncaster         | 21. Sarah Moore                      |  |  |       |  |  |                                                                       |  |  |                                         |  |
| 5. Maria Pennington                                                   |                    | 10. John Pennington, I barone Muncaster         |                                      |  |  |       |  |  |                                                                       |  |  |                                         |  |
|                                                                       |                    | 11. Penelope Compton                            | 22. James Compton                    |  |  |       |  |  |                                                                       |  |  |                                         |  |
|                                                                       |                    | 11. Penelope Compton                            | 22. James Compton                    |  |  |       |  |  |                                                                       |  |  |                                         |  |
|                                                                       |                    | 11. Penelope Compton                            | 23. Frances Riggs                    |  |  |       |  |  |                                                                       |  |  |                                         |  |
| 1. James Lindsay, XXVI conte di Crawford e IX conte di Balcarres      |                    | 11. Penelope Compton                            |                                      |  |  |       |  |  |                                                                       |  |  |                                         |  |
|                                                                       | 12. Robert Lindsay | 24. James Lindsay, V conte di Balcarres (= 16.) |                                      |  |  |       |  |  |                                                                       |  |  |                                         |  |
|                                                                       | 12. Robert Lindsay | 24. James Lindsay, V conte di Balcarres (= 16.) |                                      |  |  |       |  |  |                                                                       |  |  |                                         |  |
|                                                                       | 12. Robert Lindsay | 25. Anne Dalrymple (= 17.)                      |                                      |  |  |       |  |  |                                                                       |  |  |                                         |  |
| 6. James Lindsay                                                      | 12. Robert Lindsay |                                                 |                                      |  |  |       |  |  |                                                                       |  |  |                                         |  |
|                                                                       |                    | 13. Elizabeth Dick                              | 26. Alexander Dick, III baronetto    |  |  |       |  |  |                                                                       |  |  |                                         |  |
|                                                                       |                    | 13. Elizabeth Dick                              | 26. Alexander Dick, III baronetto    |  |  |       |  |  |                                                                       |  |  |                                         |  |
|                                                                       |                    | 13. Elizabeth Dick                              | 27. Mary Butler                      |  |  |       |  |  |                                                                       |  |  |                                         |  |
| 3. Margaret Lindsay                                                   |                    | 13. Elizabeth Dick                              |                                      |  |  |       |  |  |                                                                       |  |  |                                         |  |
|                                                                       |                    | 14. Coutts Trotter, I baronetto                 | 28. Archibald Trotter                |  |  |       |  |  |                                                                       |  |  |                                         |  |
|                                                                       |                    | 14. Coutts Trotter, I baronetto                 | 28. Archibald Trotter                |  |  |       |  |  |                                                                       |  |  |                                         |  |
|                                                                       |                    | 14. Coutts Trotter, I baronetto                 | 29. Jean Mowbray                     |  |  |       |  |  |                                                                       |  |  |                                         |  |
| 7. Anne Trotter                                                       |                    | 14. Coutts Trotter, I baronetto                 |                                      |  |  |       |  |  |                                                                       |  |  |                                         |  |
|                                                                       |                    | 15. Margaret Gordon                             | 30. Alexander Gordon, lord Rockville |  |  |       |  |  |                                                                       |  |  |                                         |  |
|                                                                       |                    | 15. Margaret Gordon                             | 30. Alexander Gordon, lord Rockville |  |  |       |  |  |                                                                       |  |  |                                         |  |
|                                                                       |                    | 15. Margaret Gordon                             | 31. Anne Duff                        |  |  |       |  |  |                                                                       |  |  |                                         |  |
|                                                                       |                    | 15. Margaret Gordon                             |                                      |  |  |       |  |  |                                                                       |  |  |                                         |  |